# Tomba allegorica di James, I conte di Stanhope
Tomba allegorica di James, I conte di Stanhope è un dipinto del 1726 di Giambattista Pittoni, Canaletto e Cimaroli per la serie dei Tombeaux des Princes commissionata da Owen McSwiny. È conservato al Chrysler Museum of Art di Norfolk negli Stati Uniti.